# Чананг-сари

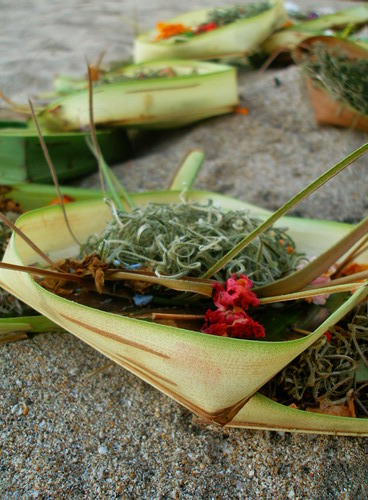
Чананаг-сари на песке пляжа Кута Бич

Чананаг-сари (индон. canang sari, балийск. ᬘᬦᬂᬲᬭᬶ) — одно из ежедневных подношений индусов-балийцев, чтобы поблагодарить Санг Хьянг Видхи Васу. Представляет собой небольшие (ок 20 см) корзиночки из листьев, наполненные различным ритуальным содержимым (цветы, травы, фрукты, сладости, печенье, монетки, мелкие банкноты, ароматические свечи, горки риса, символизирующие гору Агунг и т.д.). Чананаг-сари можно увидеть в балийских храмах (pura), в небольших святилищах в домах или в качестве части более крупного подношения.. Подношения для злых духов располагаются прямо на земле или на тротуарах улиц. В состав подношения для злых духов могут входить мясо (свинина), сигареты, алкоголь, кофе, газированные напитки.

## Этимология
Фраза canang sari происходит от балийских слов sari (сущность) и canang (маленькая корзина из пальмовых листьев в качестве подноса). Само слово сanang состоит из двух слогов языка кави: ca (красивый) и nang (цель).

## Содержимое
Чананг-сари имеет несколько частей: чепер, пепоросан (поросан), рака-рака и сампиан урасари. Чепер представляет собой рамку квадратной формы, изготовленную из молодых кокосовых листьев и скреплённую тонкими палочками, протыкающими листья. Чепер служит «стенками» корзинки и поддержкой для «донышка», называемого «пепоросан». Пепоросан изготавливают из листьев бетеля, лайма, ункарии, табака и семян пальмы ареки. Материал, из которого изготовлен пепоросан символизирует Тримурти, трех главных индуистских богов. Шива символизируется лаймом, Вишну — семенами ареки, а Брахма — ункарией.  Сампиан урасари — похожее на цветок сооружение с восемью лепестками (по числу сторон света в индуистской космологии: север, юг, запад, восток и четыре промежуточных направления), сделанное из пальмовых листьев. Сампиан урасари является подставкой для цветов, которые устанавливаются строго в определенном направлении. Каждое направление символизирует индуистского бога (дэва): 
- Белые цветы смотрят на восток и служат символом Ишвары;
- Красные смотрят на юг и служат символом Брахмы;
- Жёлтые смотрят на запад и служат символом Махадевы;
- Синие и зелёные смотрят на север и служат символом Вишну.

Сверху в чананг-сари кладут kepeng (монеты) или бумажные деньги, которые, как говорят, составляют суть («сари») подношения.

## Использование
Чананг-сари подносится Санг Хян Видхи Васе каждый день как форма благодарности за мир; это самое простое ежедневное домашнее подношение. Суть подношения — самопожертвование, потому что оно требуют времени и усилий для приготовления. Чананаг-сари не приносится во время траура в обществе или семье. Чананг-сари также приносится в определённые дни, такие как Kliwon, Purnama и Tilem.